# سیارک ۲۲۵۱۲
سیارک ۲۲۵۱۲ (به انگلیسی: 22512 Cannat، نامگذاری:1998BH26) بیست و دو هزار و پانصد و دوازدهمین سیارک کشف شده‌است که در ۲۸ ژانویه ۱۹۹۸ کشف شد.
قدر مطلق سیارک برابر ۱۷.۸ است.